# Zacimba Gaba
Zacimba Gaba (Cabinda, século XIX) foi uma princesa do subgrupo étnico woyo (ou bawoyo), nação da atual Cabinda, em Angola, que foi levada escravizada da África para o Brasil em meados do século XIX, precisamente para a vila de São Mateus, no Espírito Santo. Segundo a tradição oral preservada pela comunidade negra local, Zacimba sofreu uma série de castigos e violências por parte do dono da fazenda, envenenou-o com o chamado “pó de amansar sinhô” e liderou a fuga e a fundação de um quilombo às margens do riacho Doce. Dedicou boa parte do seu tempo à construção de canoas e à organização de ataques noturnos no porto próximo à São Mateus, libertando as pessoas negras recém-chegadas.

## Biografia
Segundo a tradição oral, Zacimba, princesa guerreira da nação Cabinda, foi escravizada e levada para o porto de São Mateus, no Norte do Espírito Santo, em algum momento entre os anos de 1831 e 1856. Ao chegar lá ela foi vendida como escrava para o fazendeiro português José Trancoso. Ela foi torturada e estuprada até revelar que fazia parte da realeza em sua terra de origem. Contudo, ela proibiu seus companheiros escravizados de a libertarem até que ela conseguisse envenenar seus torturadores aos poucos. Zacimba envenenou o dono da fazenda José Trancoso lentamente, durante anos, utilizando um pó preparado com a cabeça moída de uma jararaca, o “pó de amassar sinhô". Quando Trancoso morreu envenenado, a princesa ordenou a invasão da Casa Grande pelos escravizados presos na senzala. Todos os torturadores foram mortos, mas a família do português foi poupada. Antes de fugirem, Zacimba guiou seu povo pela fazenda, guerreando contra os capatazes.
Depois que conseguiu fugir, ela criou seu próprio quilombo localizado às margens do riacho Doce, nas proximidades do que é hoje o povoado da Vila de Itaúnas. Este quilombo foi o primeiro de que se tem notícias, na região do Sapê do Norte. Onde futuramente se formariam diversas comunidades de remanescentes quilombolas que lutam pela posse definitiva de suas terras. A princesa passou o resto da vida guiando batalhas no porto de São Mateus pela libertação das pessoas negras vendidas e chegadas da África, e lutando pela destruição dos navios negreiros.

## Historicidade
A história de Zacimba Gaba foi compilada em entrevistas feitas por Sebastião Maciel de Aguiar junto a Balduíno Antônio dos Santos (c.1873-1971), entre março e dezembro de 1968, em São Mateus (ES). Já com mais de 90 anos na ocasião, Balduíno guardava na memória a tradição oral da comunidade negra local e tratou de várias personalidades negras e de suas histórias de resistência. Apesar de não existir nenhum documento que comprove a existência de Zacimba Gaba e de sua história ter adquirido outras versões, algumas com elementos de mito e lenda, é de se crer que foi uma pessoa real; outras personalidades memoriadas por Banduíno foram posteriormente individualizadas e tiveram sua existência comprovada em documentos (à exemplo de Benedito Meia-légua).

## Homenagem
No livro Heroínas Negras Brasileiras em 15 Cordéis, Jarid Arraes retrata a história de Zacimba em cordel.
| “ | (...) Quando Zacimba chegou E então foi interrogada Respondeu com altivez Fez a história confirmada Era sim uma princesa Por seu povo era adorada (...) | ” |
|   | — Jarid Arraes, 2020, p. 158. |   |

Em  breve descrição, Arraes relata que Zacimba "(...) comandava emboscadas noturnas para libertar escravos dos navios negreiros", exaltando a relevância da princesa angolana na luta contra o racismo e o machismo.